# 女艾
女艾（じょがい）は、中国神話、或いは古代中国の夏王朝の時代の人物。別名は汝艾。
女艾は夏王朝を簒位した寒浞の息子である澆に嫁いだ。『竹書紀年』には「少康使汝艾伐過殺澆」とあり、先代夏王の遺児である少康が夏王朝を復国させようと挙兵した際には少康に通じて澆の殺害に貢献したとされる。
『楚辞」天問には「女歧无合、夫焉取九子（王逸注…女歧神女。无夫而生九子也。歧、一本作岐）」とあり、結婚をしなかったのにもかかわらず9人の子供がいたとされる。
また、同じく『楚辞』天問には「女歧縫裳、而館同爰止（王逸注…女歧、澆『嫂』也）」とあり、女艾は夏王朝を簒位した寒浞の息子である澆の兄嫁であるとされる。
しかし、『今本竹書紀年』には「浞娶純狐氏、有子早死。其妻曰女歧」とあり、「純狐氏の女」の息子の名は明記されていないものの『春秋左氏伝』襄公四年の「浞因羿室、生澆及豷」という記述から寒浞と「純狐氏の女」の間に生まれたのは澆と豷のみであると考えられるので、女艾は澆の嫁であったとするのが妥当である。

## 参考資料
- 『竹書紀年』
- 『楚辞』天問
- 『春秋左氏伝』襄公四年
- 『今本竹書紀年』